# Falmouth
Falmouth (korniska: Aberfala) är en hamnstad och civil parish i grevskapet Cornwall i sydvästra England. Staden ligger i distriktet Cornwall, cirka 12 kilometer söder om Truro. Tätortsdelen (built-up area sub division) Falmouth hade 22 686 invånare vid folkräkningen år 2011.

## Betydelse för segelsjöfarten
Den goda naturliga hamnen nära Englands sydspets gjorde Falmouth till en viktig destination för den långväga segelsjöfarten med bulklaster, främst vete från Australien. Skeppen fick där besked om var lasten slutligen skulle levereras. Det engelska uttrycket var att de seglade till "Falmouth for orders". Detta är också titeln på en bok från den kommersiella segelsjöfartens sista tid.